# Snowy White

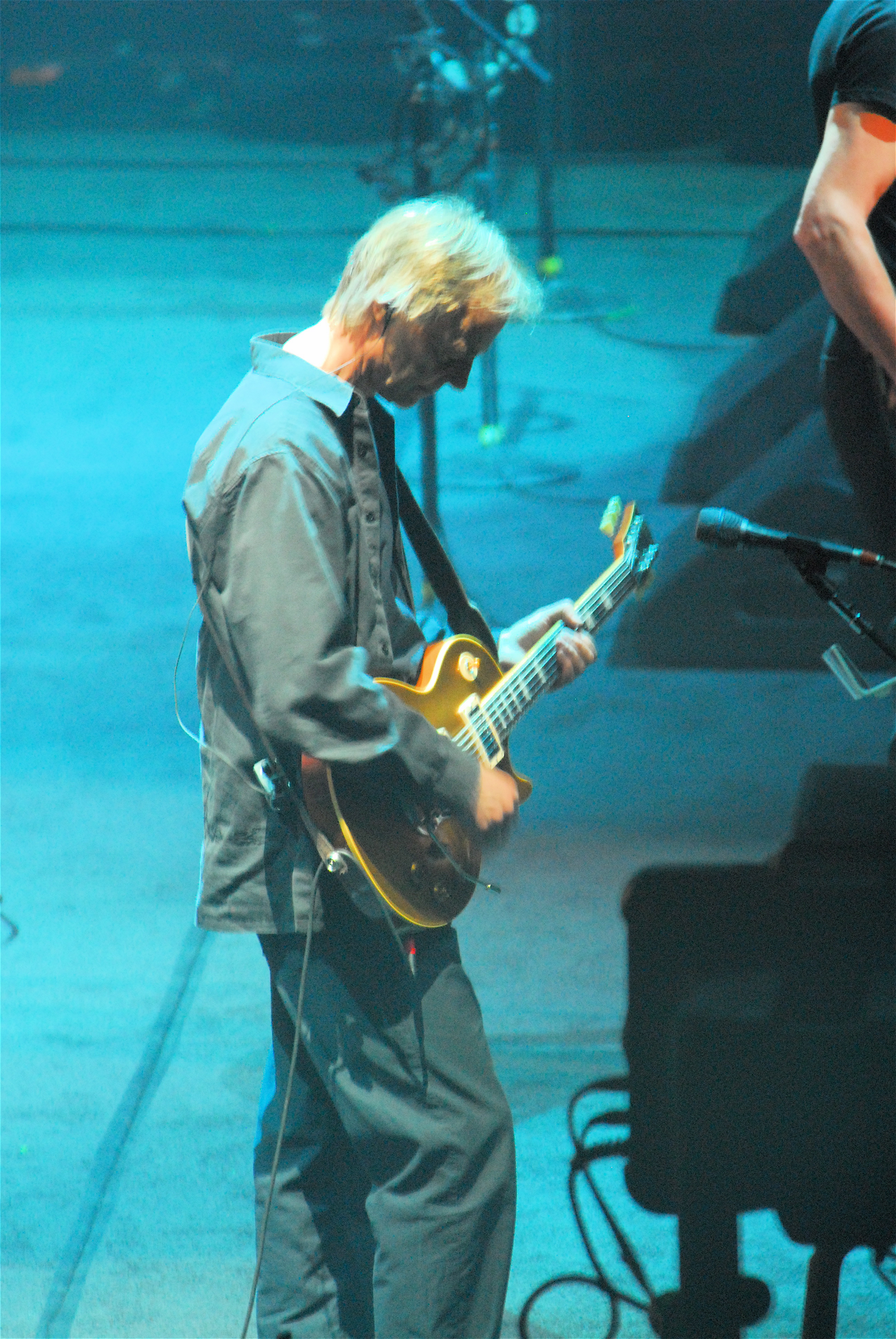
White na trasie Rogera Watersa The Dark Side Of The Moon Tour w 2007 roku

Terence Charles "Snowy" White (ur. 3 marca 1948 w Barnstaple, Devon) – brytyjski gitarzysta bluesowy, najbardziej znany jako członek Thin Lizzy (od 1980 do 1982 roku) i muzyk koncertowy  Pink Floyd (na trasach In the Flesh Tour w 1977 roku i The Wall Tour na przełomie 1980 i 1981 roku). Od Lat 90. XX wieku grał w zespole Rogera Watersa. W 1983 roku osiągnął solowy sukces, doprowadzając swój singiel, "Bird of Paradise", do pierwszej dziesiątki notowania UK Singles Chart Top 10.
Współpracował m.in. z Chrisem Rea, Davidem Gilmourem, Peterem Greenem (Fleetwood Mac), Johnem "Rabbitem" Burndrickiem czy Richardem Wrightem. Jego gitara, Gibson Les Paul 1957 Goldtop stała się jego znakiem rozpoznawczym. Grał na niej od początku swojej kariery do 2015 roku, kiedy została wylicytowana na aukcji w Beverly Hills za 93 750 dolarów.
Przez lata gry na światowych trasach Rogera Watersa, rozwijał także swoją karierę solową, nagrywając czternaście albumów solowych (niektóre z zespołem The White Flames).

## Dyskografia
- 1983: Snowy White – White Flames
- 1984: Snowy White – Snowy White (zwany również Land of Freedom)
- 1987: Snowy White – That Certain Thing
- 1988: Snowy White's Blues Agency – Change My Life
- 1989: Snowy White's Blues Agency – Open for Business (aka Blues on Me)
- 1994: Snowy White – Highway to the Sun
- 1995: Mick Taylor & Snowy White – Arthur's Club-Geneve 1995
- 1996: Snowy White & the White Flames – No Faith Required
- 1998: Snowy White & the White Flames – Little Wing (wydana w USA w 1999 roku jako Melting)
- 1999: Snowy White & the White Flames – Keep Out – We Are Toxic
- 2002: Snowy White & the White Flames – Restless
- 2005: Snowy White & the White Flames – The Way It Is
- 2007: Snowy White & the White Flames – Live Flames
- 2009: Snowy White Blues Project – In Our Time of Living
- 2010: Snowy White Blues Project – In Our Time ... Live
- 2011: Snowy White & the White Flames – Realistic
- 2016: Snowy White – Released
- 2017: Snowy White & the White Flames – Reunited

### Kompilacje
- 1993: Snowy White's Blues Agency – The Best of Snowy White's Blues Agency
- 1996: Snowy White – Goldtop: Groups & Sessions '74–'94
- 1999: Snowy White – Pure Gold – The Solo Years 1983–98
- 2003: Snowy White – Bird of Paradise – An Anthology
- 2009: Snowy White's Blues Agency – Twice as Addictive
- 2009: Snowy White – The Best of Snowy White

### Thin Lizzy
- 1980: Chinatown
- 1981: Renegade
- 1983: Life

### Pink Floyd
- 1977: Animals (solo w Pigs On The Wing na wydaniu kartridżowym)
- 2000: Is There Anybody Out There? The Wall Live 1980-81

#### Richard Wright
- 1978: Wet Dream

#### Roger Waters
- 1990: The Wall Live in Berlin
- 2000: In the Flesh Live
- 2002: Flickering Flame: The Solo Years Vol. 1
- 2015: Roger Waters: The Wall

### Inne nagrania
- 1974: ...Waiting on You – Jonathan Kelly's Outside
- 1979: In the Skies – Peter Green
- 1975: New Worlds Fair – Michael Moorcock and The Deep Fix
- 1980: Solo in Soho – Philip Lynott
- 1993: Rio Grande – Eddy Mitchell
- 1984: One Man Mission – Jim Capaldi
- 1997: Snow Blind – Tom Newman and Friends
- 1997: Looking for Somebody Rattlesnake Guitar: The Music of Peter Green
- 2009: Sigvart Dagsland – Hymns

### Płyty DVD
- 2005: Live from London
- 2005: The Way It Is...Live!
- 2005: Introspective
- 2012: Snowy White and Friends – After Paradise
- 2014: Live At Rockpalast